# 亨利克·霍爾姆
亨利克·霍爾姆（挪威語：Henrik Holm，1995年9月12日—），挪威男演員，2013年於影集Halvbroren飾演年輕版的Peder出道，2016年加入挪威國營公共電視台 NRK 影集Skam 第三季，Henrik於其中飾演高中生Even Bech Næsheim，與Tarjei Sandvik Moe飾演的第三季主角Isak Valtersen有許多對手戲。

## 外部連結
- 經紀公司Save the Drama Productions個人介紹頁面 （页面存档备份，存于）
- 亨利克·霍爾姆在互联网电影资料库（IMDb）上的資料（英文）